# Буфер кадру
Буфер кадру (кадровий буфер, або іноді сховище кадрів) — це частина оперативної пам'яті з довільним доступом (ПДД), що містить растрове зображення, яке керує відеодисплеєм. Це буфер пам'яті, що містить дані, які представляють всі пікселі в повному кадрі. Сучасні відеокарти містять схему буфера кадру у своїх ядрах. Ця схема перетворює растрове зображення в пам'яті у відеосигнал, який може бути зображений на моніторі комп'ютера.
В обчислювальній техніці буфер кадру — це частина пам'яті комп'ютера, що використовується комп'ютерною програмою для представлення контенту, який буде зображенний на дисплеї комп'ютера. Буфер кадру може також називатися відеобуфером, регенераційним буфером або скорочено буфером регенерації. Буфери кадру слід відрізняти від відеопам'яті. З цією метою також використовується термін позаекранний буфер.
Інформація в буфері зазвичай складається з колірних значень для кожного пікселя, що зображається на дисплеї. Значення кольору зазвичай зберігаються в 1-бітному двійковому (монохромному), 4-бітному палітризованому, 8-бітному палітризованому, 16-бітному форматі високого кольору та 24-бітному форматі істинного кольору. Іноді використовується додатковий альфа-канал для збереження інформації про прозорість пікселів. Загальний обсяг пам'яті, необхідний для буфера кадру, залежить від роздільної здатності вихідного сигналу, а також від глибини кольору або розміру палітри.